# Half-Life: Source
Half-Life: Source — переиздание игры Half-Life 1998 года на базе более современного игрового движка Source с рядом нововведений в графическом исполнении и игровом процессе. Переиздание было разработано компанией Valve Corporation и выпущено в 2004 году посредством системы цифрового распространения Steam.
Позднее, в 2006 году, в виде отдельной игры вышло переиздание многопользовательского режима оригинальной игры, названное Half-Life Deathmatch: Source.
Издателем в России и странах СНГ выступает «Бука». Игра была частично локализована на русский язык: были переведены все внутриигровые тексты и выполнено озвучивание фраз, произносимых защитным костюмом H.E.V. В то же время реплики персонажей, например, охранников и учёных, остались на английском языке. Русская версия Half-Life: Source поставлялась в старом издании «Half-Life 2: Лучшая игра года», позже — в составе коробочного сборника «Half-Life 2: Новогоднее издание»; также она доступна в Steam.

## Сюжет
Сюжет игры полностью соответствует сюжету оригинальной Half-Life и повествует о происшествии в исследовательском центре «Чёрная Меза», расположенном в американском штате Нью-Мексико.
Действующий персонаж игры — молодой талантливый научный сотрудник Гордон Фримен, работающий в Лаборатории аномальных материалов. Обладая низким уровнем допуска, учёный не подозревает о том, какие опасности таит в себе предстоящая работа. Однажды утром Гордона направляют в тестовую камеру для проведения стандартного анализа кристалла. Последствия эксперимента, однако, оказываются катастрофическими.

## Разработка

Перестрелка в Half-Life: Source. Несмотря на то, что текстуры и модели в игре не были изменены, видна улучшенная детализация, создаваемая движком Source: высокая дальность прорисовки; скалы теперь смоделированы как отдельные объекты, а не «нарисованы» на текстуре неба.

Скриншот из High-Definition Source — модификации, которая улучшает графику в Half-Life: Source путём использования более качественных текстур и моделей.

### Отличия от оригинальной игры
Технически Half-Life: Source представляет собой усовершенствованную версию игры Half-Life, однако все элементы оригинала (трёхмерные объекты, текстуры, анимация персонажей, звуковое сопровождение) были сохранены. Таким образом, Half-Life: Source скорее была разработана для поклонников игр серии, нежели для привлечения новых игроков. Согласно заявлениям представителей компании, игра является «подтверждением концепции» о том, что портирование игры на новый движок (оригинальная Half-Life построена на базе GoldSrc) возможно, но глобальное улучшение графики и перемены в игровом процессе не входили в планы разработчиков.
Но несмотря на использование материалов из оригинальной игры, в Half-Life: Source были добавлены некоторые наработки, присущие играм на движке Source: например, реалистичная вода с отражениями и преломлением света, созданная с использованием шейдеров; динамические тени, отбрасываемые объектами и персонажами; увеличенная дальность прорисовки; появились отражающие и бликующие поверхности; реализованы эффекты от попадания пуль. Изменена физическая модель: все твердые предметы и персонажи управляются новым физическим движком на основе Havok, интегрированным в Source. Живые тела ведут себя согласно системе «тряпичной куклы». Однако не все возможности физического движка были использованы в силу ряда причин. На одном из первых уровней оригинальной игры, игроку приходится прыгать по ящикам, висящим на тросах. Это стало бы невозможным, если бы ящики подчинялись реалистичным законам физики, которые были реализованы на движке Source.
Полностью переработан интерфейс, выполненный в стилистике Half-Life 2. Появилась возможность свободно перемещаться по главам игры, таким образом, давая возможность игрокам пройти только отдельные главы вместо всей сюжетной линии.
Также в игре подверглись изменению некоторые уровни: вместо устаревшей технологии движка Half-Life, когда удалённые объекты «рисовались» на фоновой текстуре неба, используется технология «скайбокс», в результате чего имитируется реалистичное неограниченное небо, а удаленные объекты, такие как столовые горы и находящиеся на большом расстоянии постройки, стали полноценными моделями.

#### Искусственный интеллект
Некоторые аспекты искусственного интеллекта Half-Life 2 могут быть заметны и в Half-Life: Source. Противники более внимательны к присутствию игрока и ищут укрытие при ранениях. Также следует заметить, что союзники следуют за игроком на манер того, как это было в Half-Life 2. При встрече с противниками, вместо того, чтобы всегда оставаться на месте или умереть самим, союзники разобщаются, когда игрок идёт дальше. Однако, в отличие от Half-Life 2, команды управления группой союзников отсутствуют.
В некоторых случаях изменённый искусственный интеллект неблагоприятно затрагивает игровой процесс, конфликтуя с работой скриптовых сцен из оригинальной игры.

## Half-Life Deathmatch: Source
Многопользовательский режим, встроенный в оригинальную Half-Life, для Source-версии был выпущен в виде отдельной игры — Half-Life Deathmatch: Source, которую можно установить по желанию. Half-Life Deathmatch: Source включает в себя все сетевые карты из мультиплеера оригинальной Half-Life с незначительными улучшениями графики и новыми возможностями, предоставляемыми более современным движком.
Half-Life Deathmatch: Source появилась 1 мая 2006 года и поставляется вместе с Half-Life: Source, а также в комплекте с Half-Life 2: Episode One.

## Критика
Half-Life: Source критикуется за то, что она не показывает полностью качества движка Source из Half-Life 2. Это, главным образом, является следствием того, что были использованы текстуры и модели из оригинальной игры, а не созданы новые или использованы модели из дополнения High Definition Pack от Gearbox Software, которое поставлялось с Half-Life: Blue Shift.
На основании этого, группой поклонников игры была создана модификация Black Mesa (позднее ставшая отдельной игрой), целью которой стало воссоздание игрового процесса Half-Life с полностью переработанной и улучшенной графикой. Помимо ремейка, существует также неофициальная модификация к самой Half-Life: Source — High-Definition Source, которая заменяет текстуры и модели в игре на более качественные аналоги, повышая таким образом детализацию графики. Официальный High Definition Pack также использовался при создании данного мода.